# Hotel Polissja
L'Hotel Polissja (in ucraino Готе́ль Полісся?; in russo Гостиница Полесье?, Gostinica Poles'e) è uno degli edifici più alti della città fantasma di Pryp"jat', in Ucraina, che è stata colpita dall'incidente nucleare di Černobyl'.

## Storia
L'hotel fu costruito intorno alla metà degli anni settanta per ospiti e visitatori della centrale nucleare di Černobyl'. Dal 26 aprile 1986 in poi, in seguito al disastro della centrale durante l'eliminazione delle conseguenze dell'incidente, l'edificio dell'hotel fu utilizzato dai liquidatori. Dopo la fine della liquidazione l'edificio fu abbandonato.
Nel 2012 vi fu l'intenzione di demolire alcuni edifici della città di Pryp"jat', incluso l'hotel; tuttavia, al 2019 l'edificio risultava ancora esistente seppur in condizioni fatiscenti.

## Descrizione

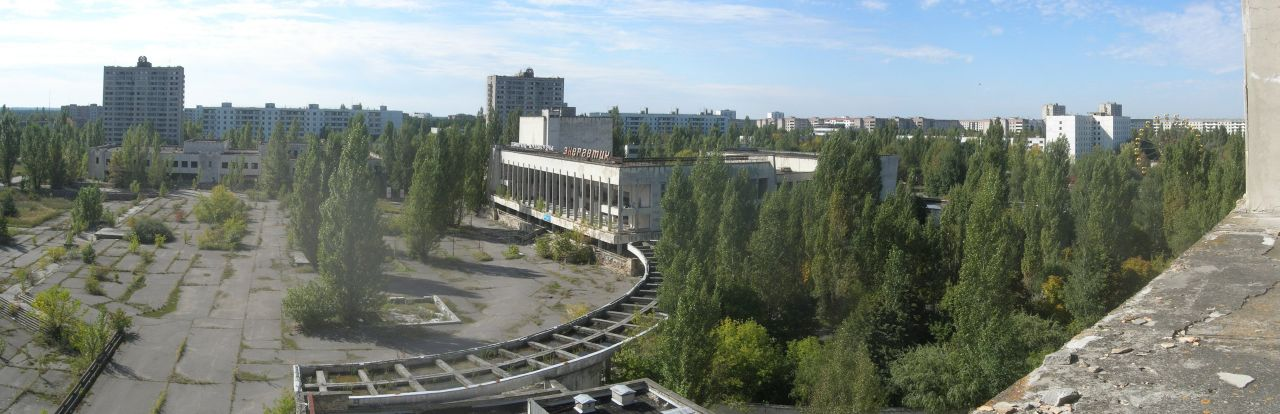
Piazza Lenin nel 2007, visibile è il palazzo "Energetyk"
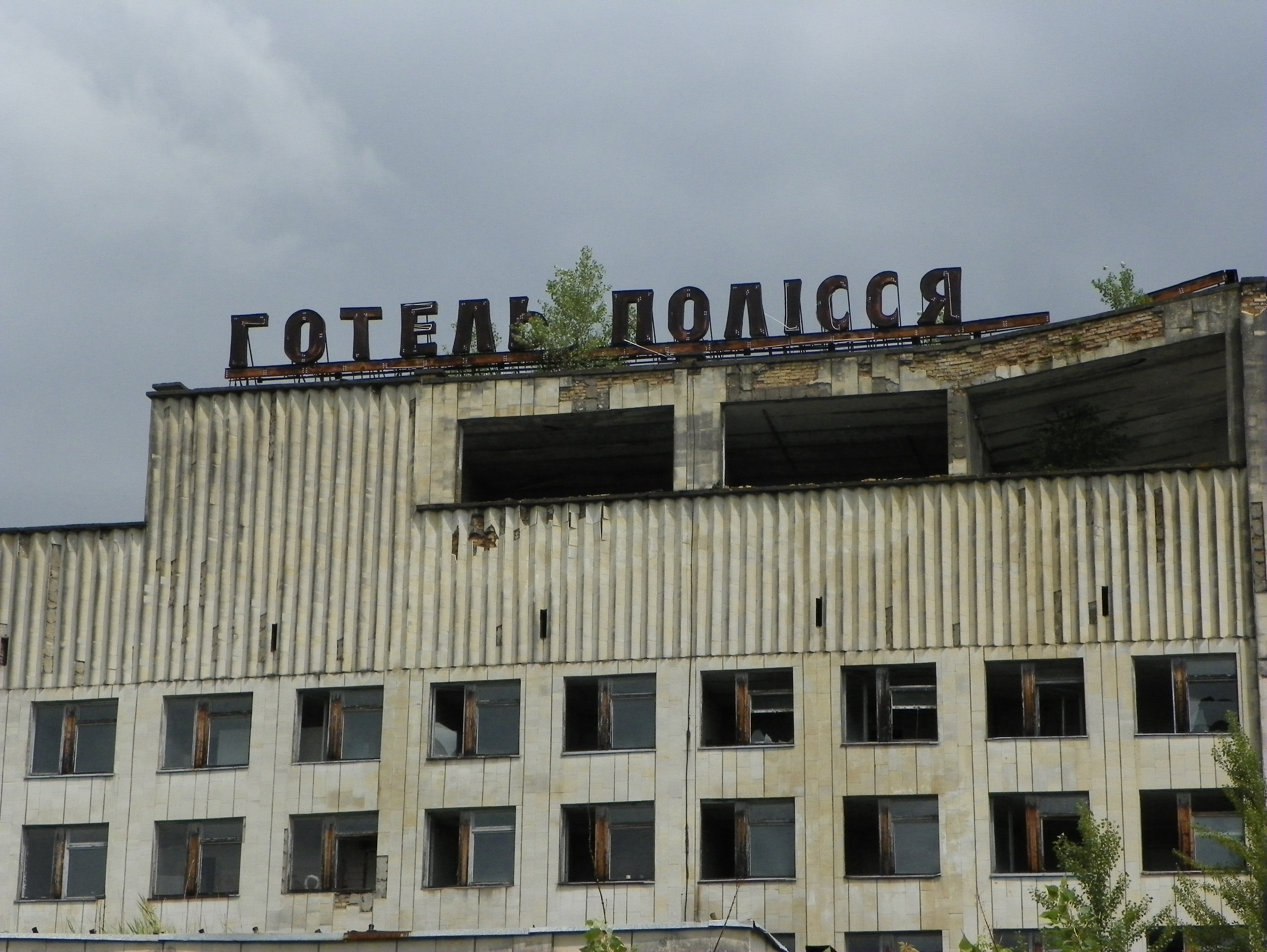
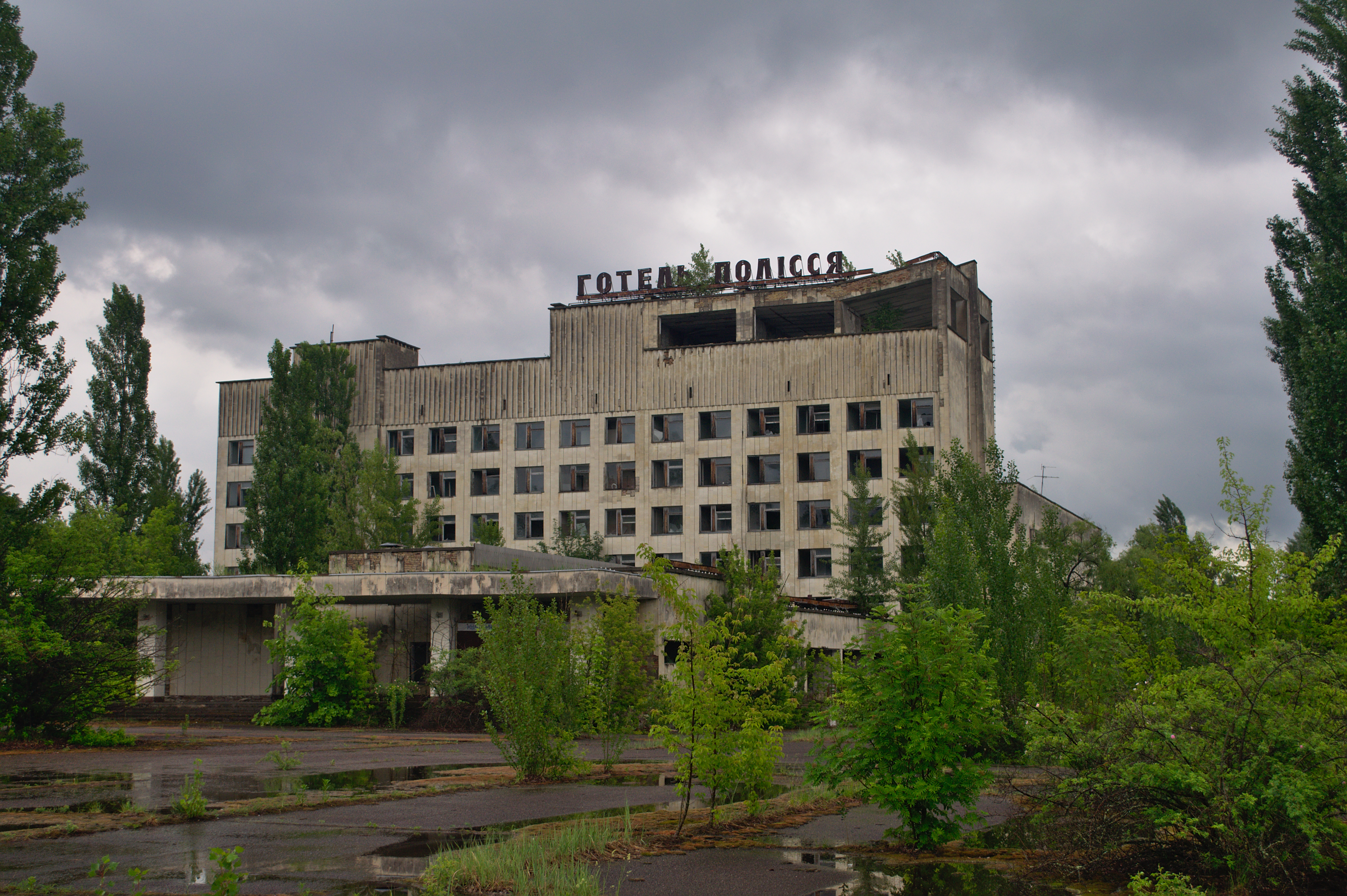
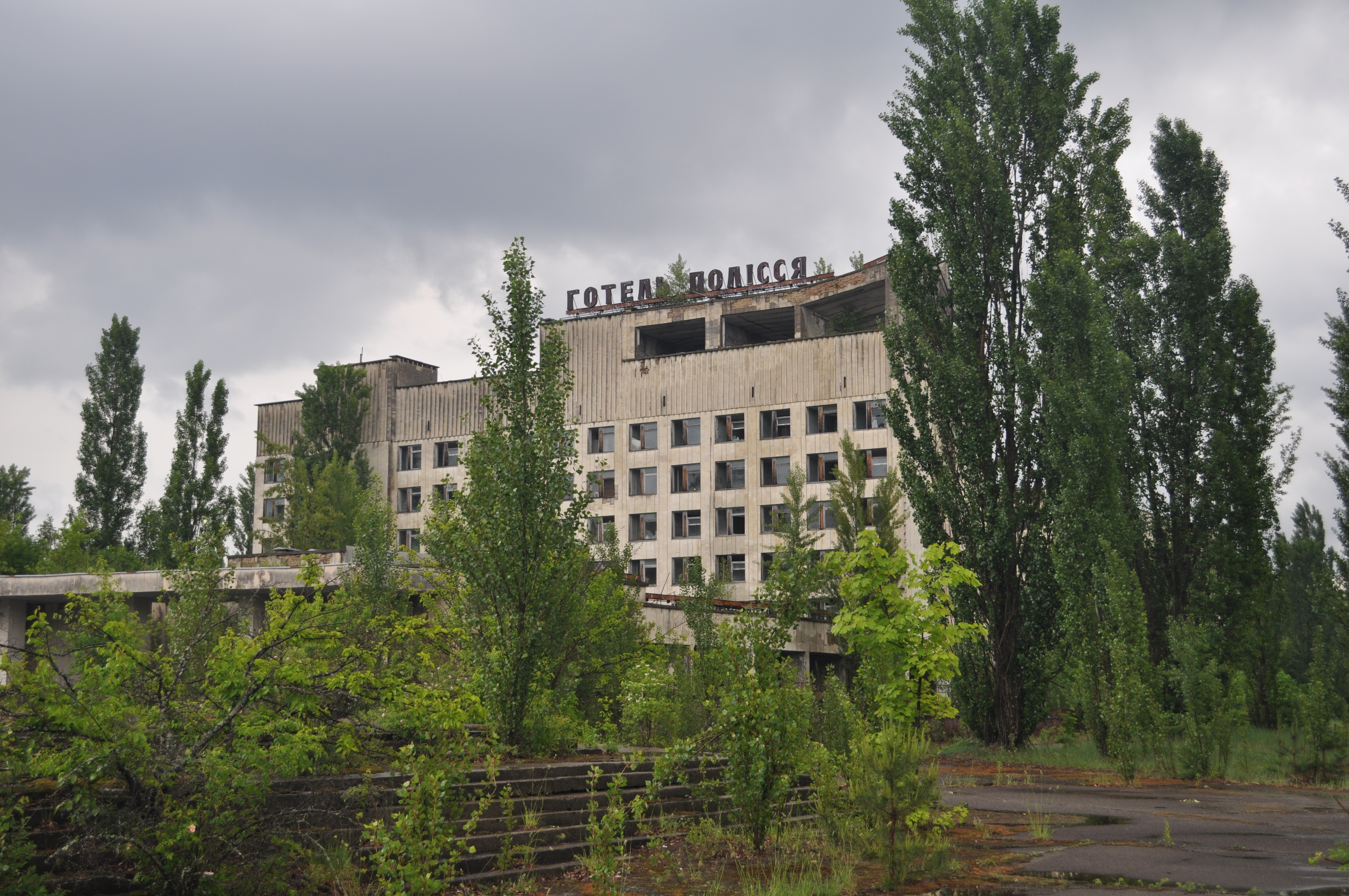
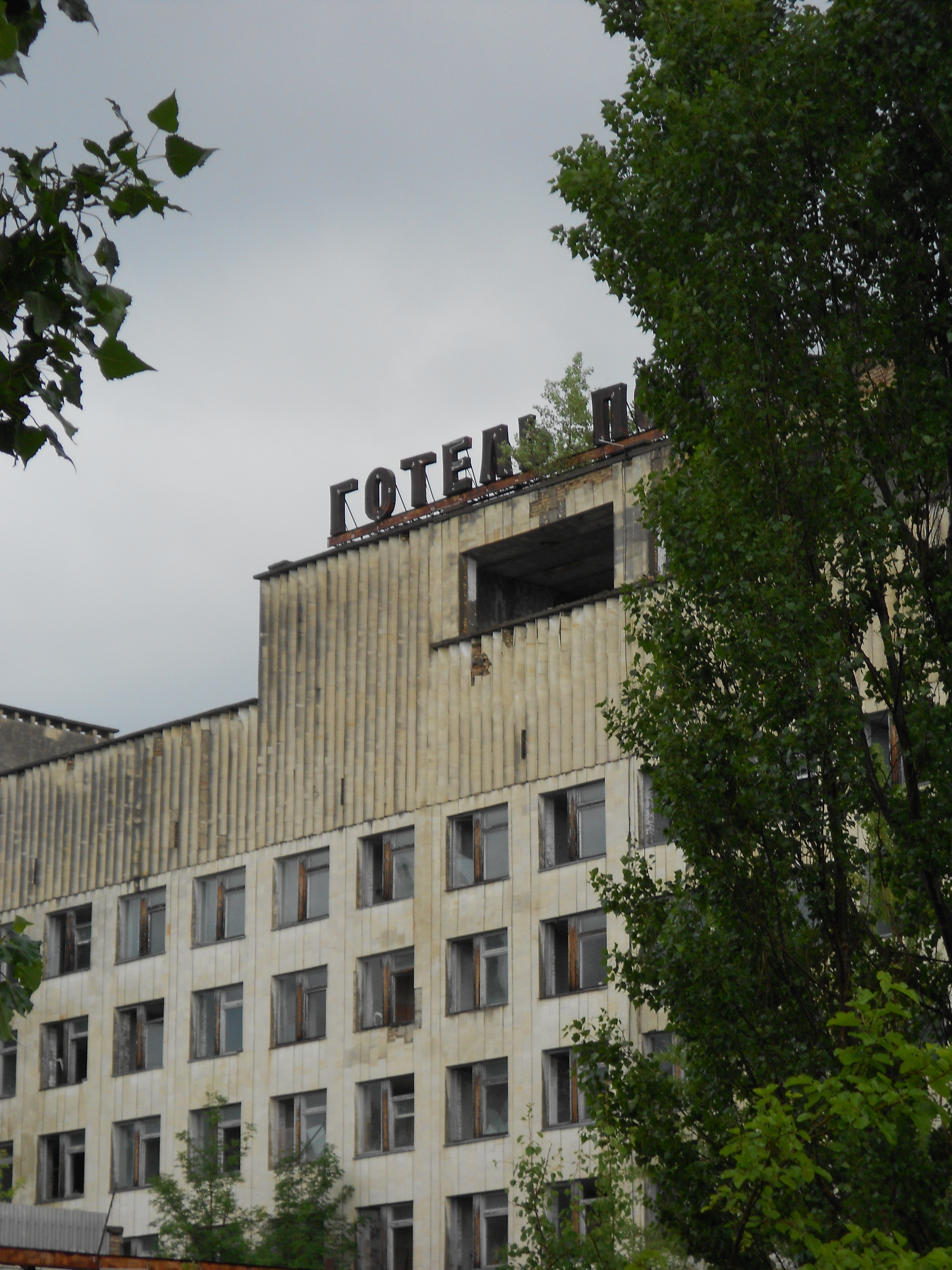
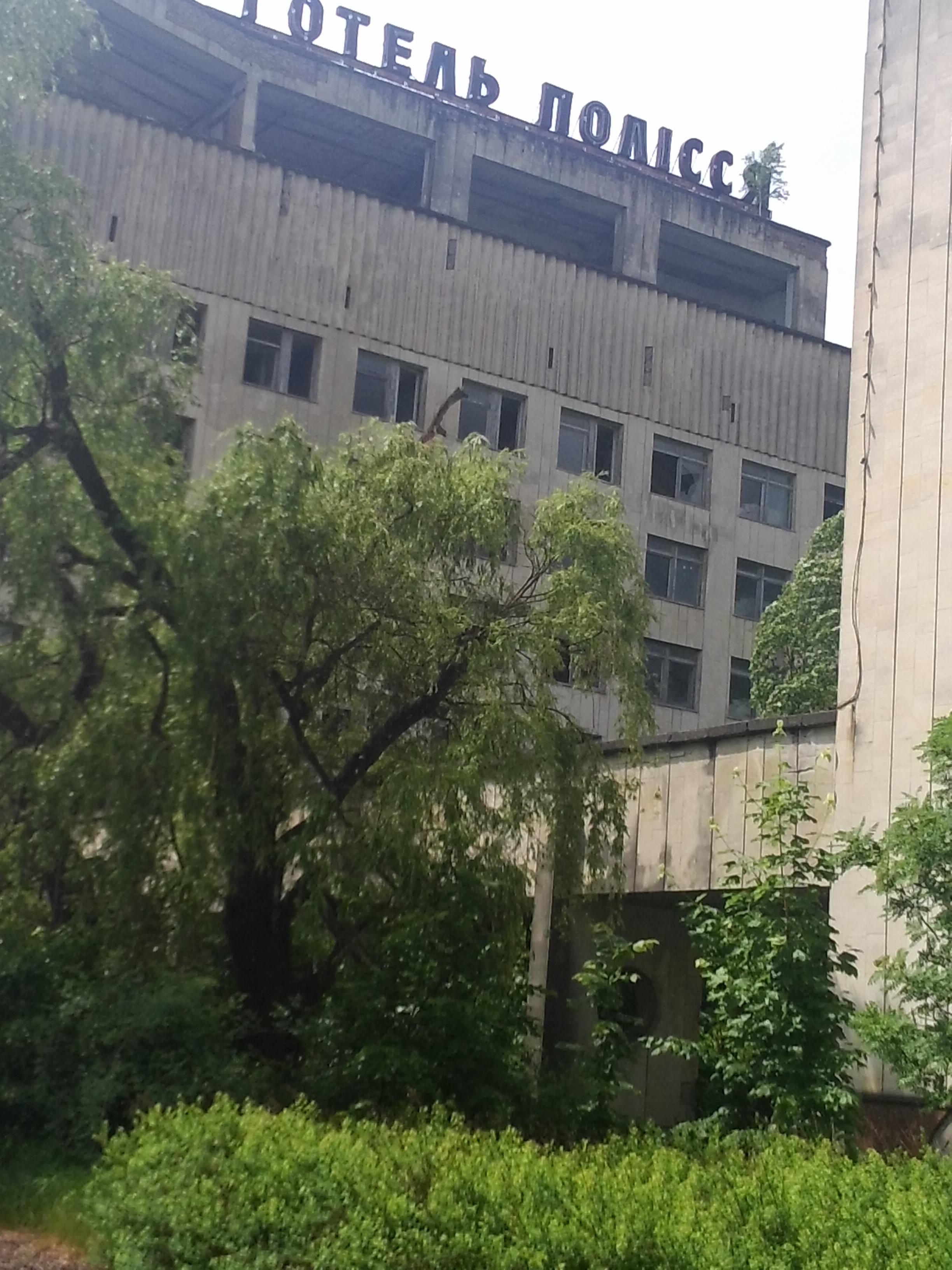
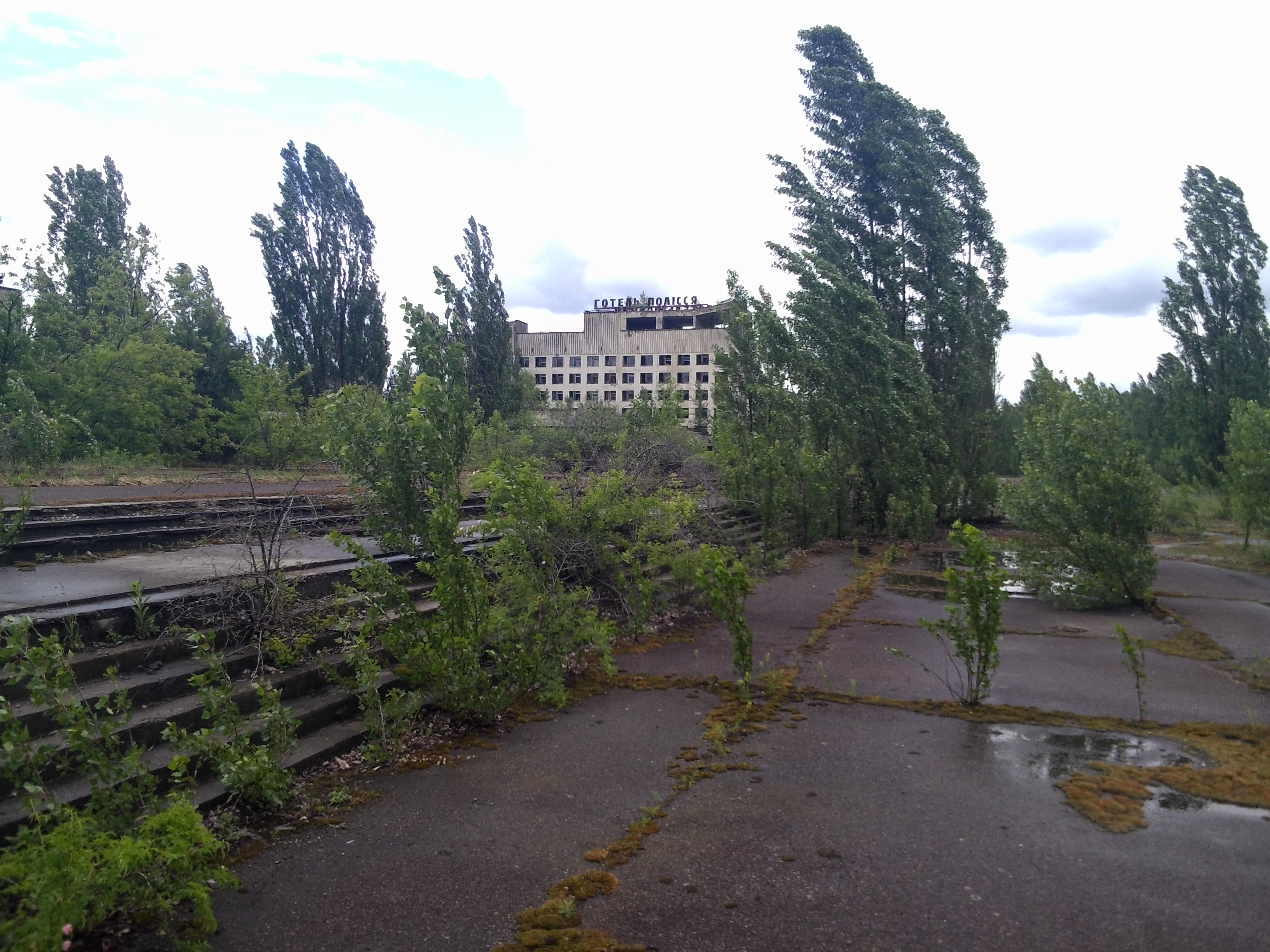

## Nella cultura di massa
L'Hotel Polissja viene riprodotto nella missione Mimetizzazione perfetta ed è il luogo protagonista della missione Sicario infallibile, entrambe missioni del videogioco Call of Duty 4: Modern Warfare e nel video musicale di Life Is Golden dei Suede.